# Вавилон-5: Третій простір
«Вавилон-5: Третій простір» (англ. Babylon 5: Thirdspace) — науково-фантастичний телевізійний фільм, спін-оф телесеріалу «Вавилон-5».

## Зміст
2261 рік. Космічна станція «Вавилон-5» майже рік тому проголосила незалежність від Земного Альянсу — в знак протесту проти дій президента Моргана Кларка, який узурпував владу та встановив режим терору. Уряд оголосив блокаду станції, і з тих пір вона відчуває труднощі із постачанням. У зв'язку з цим персонал докладав особливих зусиль з охорони від піратів транспортних суден, що прямують до «Вавилону».
Командор Сьюзен Іванова, старший помічник командира станції капітана Джона Шерідана, поверталася з успішної операції проти піратів на чолі ланки винищувачів. Під час переходу через гіперпростір до «Вавилону-5» вона виявила невідомий раніше артефакт гігантських розмірів, покритий невідомими написами. Знахідка відразу привертає увагу, і її відбуксировують на орбіту біля станції для вивчення. У той же час до телепатки Літи Александер під час тривіального сеансу раптово приходять видіння про цей артефакт.
Чутка про таємничу знахідку рознеслася до іншопланетян та земної корпорації «Міжпланетні експедиції», що займається ксеноархеологією. Незважаючи на блокаду, їх дослідницька група на чолі з доктором Елізабет Трент (Шарі Белафонте) прибуває на станцію, сподіваючись взяти управління дослідженнями на себе. Шерідан, однак, не міг допустити, щоб вигода від досліджень дісталася лише певному колу осіб, і наполіг на спільному дослідженні, а також на постачанні станції в обхід блокади.
Тим часом Літа Александер раптово закривається в своїй каюті і списує всі її стіни написами «Пам'ятай про небезпеку». Пізніше вона їде на ліфті спільно з Заком Алланом; той зізнається їй у коханні, але телепатка ніяким чином не відповідає, щось нашіптуючи собі. Згодом вона намагається перешкодити дослідженням артефакту, перехопивши управління безпілотними апаратами обслуговування, задіяними для цього, але її саму схопили і відвели в лазарет на обстеження у лікаря Стівена Франкліна, головного лікаря станції. Тим часом Трент і Шерідан, спостерігаючи за нею через камери спостереження, розмірковують на тему змін, які ворлонці здійснили в організмі Літи: її телепатичні здібності зовсім не відповідають тому рівню, який був встановлений у неї корпусом Псі — маючи ступінь 5, вона перевершує 9.
Але не тільки Літа поводилася дивно. У ряду осіб, в тому числі у Сьюзен Іванової та центавріанина Віра Котто, раптово з'являються бачення про якесь величезне місто. Деякі прагнуть дістатися до цього міста і просять прискорити дослідження; на станції почастішали випадки насильства. Все це відбувається під телепатичним впливом артефакту.
Дослідження артефакту все ж дають свої плоди: вуглецевий аналіз показує, що вік знахідки складає приблизно один мільйон років. Прояснюється і походження написів: при зустрічі доктора Трент з Шеріданом останній з'ясовує, що написи на артефакті написані по-ворлонськи. У самої Трент з'явилася гіпотеза про те, що це ворота в якийсь особливий різновид простору, який вона назвала «Третім простором». Вчена будує здогади про те, що цей простір може використовуватися для переміщення через Всесвіт на швидкості значно вищій, ніж в звичайному гіперпросторі. Фахівці з «Міжпланетних експедицій» тим часом знаходять спосіб включити артефакт; спокуса стає велика, і Елізабет без відома Шерідана наказує приступити до роботи. До артефакту було підключено зовнішнє джерело енергії, і після цього рівень енергії на «Вавилоні-5» різко впав, а серед його мешканців раптово почалися масові бійки.
Тим часом сам Шерідан і представниця мінбарців Деленн входять в каюту Літи Александер. Спалахи насильства, як і бачення, однозначно вказували на телепатичний вплив. Крім того, написи були написані по-ворлонськи, а Літа свого часу була особливо близька до них. Ці обставини і послужили причиною зустрічі. Але раптово у Літи активізувалася програма, закладена ворлонцямм, мета якої — розповісти про «першу помилку, від якої пішли всі інші», про істинну історію артефакту.
Мільйон років тому різні цивілізації вважали ворлонців богами, і поступово вони самі стали вірити в це. Ворлонці почали вважати, що належать більш високому рівню, і хотіли, за людськими мірками, з'єднатися ні з ким інакше, як із самим Богом. Тому вони побудували ворота в Третій простір, вважаючи, що так вони досягнуть цього. Але за гріх гордині чекала розплата: в цьому просторі мешкали істоти, які вважали себе єдиними, що мають право на життя у всьому Всесвіті. З відкриттям воріт вони проникли в «звичайний» простір. Володіючи надзвичайно високими навіть у порівнянні з ворлонцями технологіями, вони підкорили собі деяких їхніх представників. Згодом ворлонці вигнали прибульців, але ворота були заховані їх послідовниками в гіперпросторі. За мільйон років пристрій так і не виявили і не знищили, аж до цього моменту.
Відключати артефакт було вже пізно, і ворота в Третій простір відкрилися. Літа Александер телепатично пояснює Джону Шеридану, як знищити їх. Назустріч загрозі були послані винищувачі «Вавилона-5» та крейсери класу «Біла зірка», що використовувалися в ході Війни Тіней, а також флот союзної «Вавилону» Мінбарської федерації. Шерідан вирішує проникнути всередину пристрою воріт і використовувати тактичну термоядерну бомбу, щоб знищити їх зсередини. Самі ворота були захищені енергетичним полем, і було потрібно пробити його, щоб проникнути в пристрій.
З Третього простору тим часом уже почали вилітати кораблі і винищувачі. Союзний флот починає оборонятися. Навіть апарати розміром з земні або мінбарські винищувачі виявляються захищені енергетичним полем, що істотно ускладнює боротьбу. Згодом оборонці все ж пробивають дірку в захисті самих воріт, і Шерідан проникає всередину. Йому вдається встановити і активувати ядерну бомбу, а потім, успішно минаючи прибульців, які жили всередині самого артефакту, вибратися з нього до вибуху, який і знищив ворота. У той час важкі кораблі мешканців Третього простору ще тільки виходили через них. Після знищення артефакту витік енергії і телепатичний вплив на мешканців станції, покликані дезорганізувати оборону противника, припинилися.
Після того, що сталося, Елізабет Трент засумнівалася, чи варто їй займатися ксеноархеологією. Вона віддає свій звіт Шеридану. Той вирішив приховати від громадськості справжню природу артефакту, назвавши його зброєю — в деякому сенсі це так і було. Вище командування прийняло на віру те, що подібна подія більше ніколи не трапиться.